# تدیزولید
تدیزولید(به انگلیسی: Tedizolid) (سابقاً تورزولید، با نام تجاری Sivextro)، یک آنتی‌بیوتیک از دسته اوکسازولیدینون است. معمولاً به صورت پیش‌داروی فسفات تدیزولید که یک فسفات استر از ماده موثره می‌باشد، تولید می‌شود.
تدیزولید در ۲۰ ژوئن ۲۰۱۴ توسط سازمان غذا و داروی ایالات متحده تایید شد و برای درمان عفونت‌های حاد باکتریایی پوست و بافت نرم ناشی از برخی باکتری‌ها، از جمله استافیلوکوکوس اورئوس (از جمله سویه‌های مقاوم به متی سیلین، MRSA و سویه‌های حساس به متی سیلین)، سویه‌های مختلف استرپتوکوک و انتروکوکوس فکالیس، استفاده می‌شود.